# 亨利·法约尔

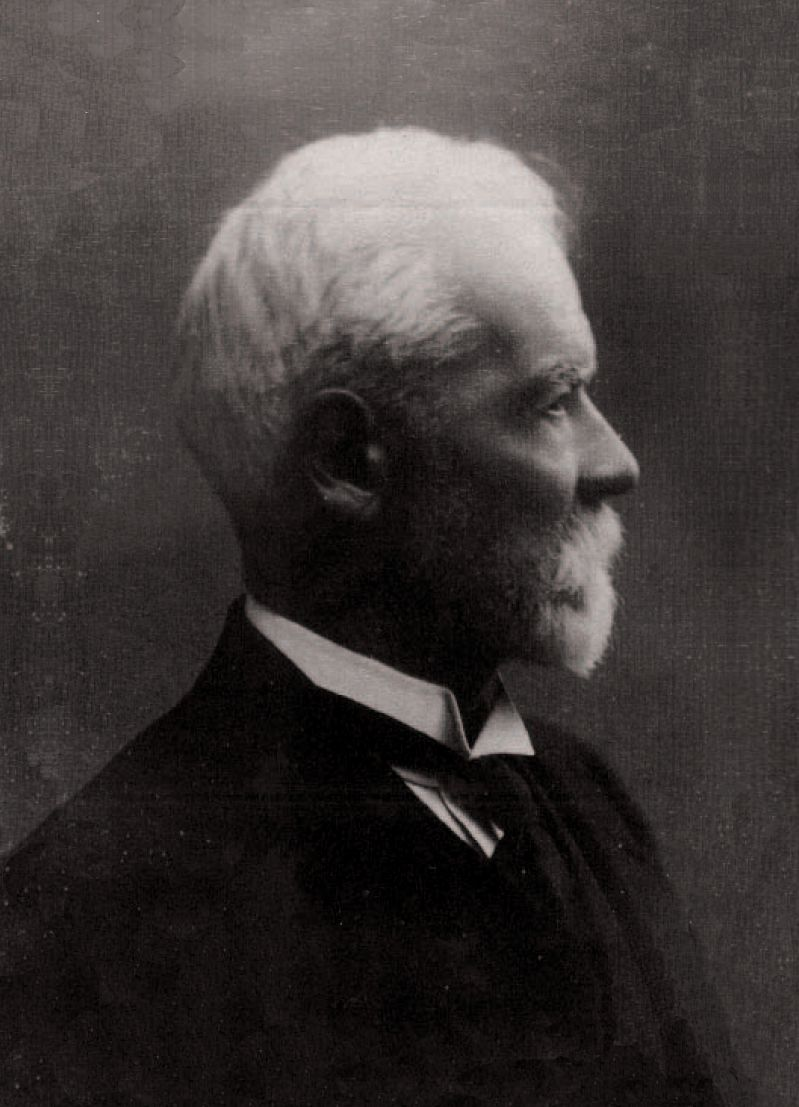
亨利·法约尔

亨利·法约尔（法語：Henri Fayol，1841年7月29日—1925年11月19日），为一名法国矿学工程师，管理学理论学家。他是古典管理理论的创立者，该理论也称法约尔主义。其中，他对企业内部的管理活动进行整合，提出了管理的五项职能。这些被认为是最早出现的企业战略思想，其核心是拟定一个能涵蓋企业各方面收入、支出状况的预算，并将经营实绩与之比较，以求控制成本和调整企业的生产行为。

## 生平
法约尔出生于土耳其的伊斯坦布尔，其父亲为一名工程师，并被指派为建造跨越金角湾的加拉塔橋（Galata Bridge）的监管。此后他们于1847年返回法国，法约尔则就学于国立圣艾蒂安高等矿业学校。此后其创办一所煤炭公司，1916年，其出版了《工业管理与一般管理》（Administration Industrielle et Générale）。

## 理论

### 法约尔主义
法约尔主义 曾经第一次对于管理学的基本理论进行了综合描述.他提出管理有五项职能和14项基本原则
管理的职能（行政五大功能，管理五大程序）
1. 预测和计划（Plan）
2. 组织（Organize）
3. 命令（Command）
4. 协调（Coordinated）
5. 控制 (法文: contrôler: 一个管理者必须对一个流程接受反馈以便做出需要的调整；與L. Gulick的Report功能相近).

管理的原則（principles of management）
1. 劳动分工. 这个原则和亚当·斯密的“分工原则”一致。专业化使得员工提高效率来提升产出。
2. 权力. 管理者必须能够下达指令，权利分配给与他们这个权利。注意有权利的地方就有责任。
3. 纪律. 员工必须遵守和尊重管理这个组织的规章。好的纪律来源于有效领导力；管理者和工人在组织规章下地相互理解；和对于违反纪律的正确地惩罚。
4. 统一命令. 每个员工只能接受来自一位直接上级的命令。
5. 统一方向. 每个拥有同样目标的组织活动应该被一位管理者用一个计划来指导。
6. 个体利益从属于一般利益. 任何一个员工的利益或一组员工的利益都不应该居先于组织整体的利益。
7. 报酬. 工人必须按照他们的服务被付给公平的薪水。
8. 集权. 集权指的是下级参与决策制定的程度。决策制定是集权的（对于管理者）或着分权的（对于下级）是一个合适的比例的问题。 任务是对于每种情况找到最优的集权程度。
9. 等级链. 从高层管理者到最底层人员的权利连线代表了等级链，沟通应当遵循这条等级链。然而，如果遵循这条链导致导致时间延迟，跨等级链的交流是被允许的，如果参与方都同意并且直接主管被告知。
10. 秩序. 人和物都应该在合适的时间出现合适的地点。
11. 公平. 管理者应该宽容和公正地对待下级。
12. 职员的稳定. 高的人员流动是无效率的。管理者应该提供有秩序的人员安排并且保证替代人员可以补缺空位。
13. 首创精神. 职员如果被允许创立和执行自己的计划会发挥高水平的努力。
14. 团队精神（法文: Esprit de corps）. 促进团队精神会在团队中创造和谐和团结。

法约尔的成果经历了时间的检验，并且也展现出适用于当代管理。许多今天的管理学教科书包括达夫特已经从五项职能减为四项(1) 计划; (2) 组织; (3) 领导; 和 (4) 控制。达夫特的书是基于法约尔的其中四项职能组织的。

## 相关
- 管理科学
- 工程管理

## 出版作品
- Fayol, Henri, , Paris, 1900  [2010-06-24], OCLC 457845504, （原始内容存档于2019-06-12） （法语）
- Fayol, Henri, , Gauthier, 1918, OCLC 40327621 （法语）
- Fayol, Henri, , Paris, H. Dunod et E. Pinat, 1918, OCLC 40204128 （法语）
- Fayol, Henri, , Paris Dunod, 1921, OCLC 162901547 （法语）
- de Calan, Pierre; Fayol, Henri, , Plon, 1963, OCLC 420135393 （法语）